# بتا تک‌شاخ
بتا تک‌شاخ یک ستاره است که در صورت فلکی تک‌شاخ قرار دارد.